# 1999 KR18
1999 KR18, também escrito como 1999 KR18, é um objeto transnetuniano (TNO) que está localizado no cinturão de Kuiper, uma região do Sistema Solar. Este corpo celeste está em uma ressonância orbital de 4:7 com o planeta Netuno. Ele possui uma magnitude absoluta (H) de 7,9 e, tem um diâmetro estimado com cerca de 116 km.

## Descoberta
1999 KR18 foi descoberto no dia 18 de maio de 1999 pelos astrônomos R. L. Allen, P. Guhathakurta e G. Bernstein.

## Órbita
A órbita de 1999 KR18 tem uma excentricidade de 0.211 e possui um semieixo maior de 43.494 UA. O seu periélio leva o mesmo a uma distância de 34.304 UA em relação ao Sol e seu afélio a 52.685.